# Hannelore Kohl
Johanna Klara Eleonore "Hannelore" Kohl (Berlim, 7 de março de 1933 - 5 de julho de 2001) foi a primeira esposa do chanceler alemão Helmut Kohl. Ela o conheceu pela primeira vez em um baile de formatura em Ludwigshafen, na Alemanha ocupada pelos Aliados em 1948, quando ela tinha 15 anos, e eles ficaram noivos em 1953. Se casaram em 1960 e ficaram juntos até sua morte em 2001, incluindo todo o período político. Eles são os pais de Walter Kohl e Peter Kohl.
Como primeira-dama da Renânia-Palatinado (1969–1976) e mais tarde como esposa do Chanceler (1982–1998), ela assumiu funções oficiais e se engajou em trabalhos filantrópicos. Segundo os filhos, ela foi uma importante assessora do marido durante sua chancelaria, especialmente no que se refere à reunificação alemã e nas relações internacionais. Sua fluência em línguas estrangeiras ajudou seu marido em assuntos de política externa.

## Vida e trabalho

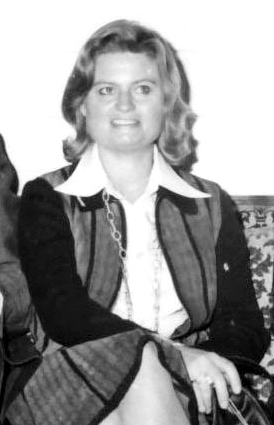
Hannelore Kohl em 1976

Johanna Klara Eleonore Renner nasceu e foi batizada em Berlim. Seu pai, Wilhelm Renner, que aderiu ao Partido Nazista (NSDAP) em 1933, tornou-se engenheiro, executivo de negócios, Wehrwirtschaftsführer na Hugo Schneider AG e também chefiou o escritório de empregos que desenvolveu a arma antitanque Panzerfaust. Mais tarde, ela escolheu "Hannelore" para ser usado como seu primeiro nome.
Nos dias que se seguiram à derrota da Alemanha na Segunda Guerra Mundial, aos 12 anos de idade, Hannelore Kohl foi "uma das garotas espancadas e abusadas pelos soldados de Stalin". Ela foi várias vezes estuprada por diversos soldados soviéticos e também foi jogada pela janela.  Além do óbvio impacto psicológico, os ataques a deixaram com uma vértebra fraturada e dores nas costas pelo resto da vida. Para ajudar outras pessoas com lesões semelhantes, em 1983 ela fundou o Kuratorium ZNS, uma fundação que ajuda pessoas com lesões induzidas por traumas no sistema nervoso central, e se tornou sua presidente.
Hannelore Kohl havia se formado como intérprete de inglês e francês, que falava fluentemente. Ela teve que encerrar os estudos em 1952, quando seu pai faleceu, e trabalhou por alguns anos como secretária de língua estrangeira. Posteriormente, ela utilizou sua fluência em inglês e francês ajudando o marido na diplomacia, que não falava nenhuma língua estrangeira.
Em 5 de julho de 2001, Hannelore foi encontrada morta aos 68 anos em sua casa em Ludwigshafen. Ela aparentemente morreu por suicídio com uma overdose de pílulas para dormir, depois de anos sofrendo do que ela alegou ser uma dermatite por fotossensibilidade muito rara e dolorosa induzida por um tratamento anterior com penicilina que a forçou a evitar praticamente toda a luz solar durante anos. O biógrafo de Hannelore, Heribert Schwan, citou especialistas médicos para apoiar sua teoria de que essa alergia à luz de seus últimos anos pode ter sido uma reação psicossomática aos traumas reprimidos da guerra." Em 2005, o Kuratorium ZNS foi renomeado ZNS - Hannelore Kohl Stiftung em sua homenagem.
A coleção de Kohl de receitas culinárias alemãs, Kulinarische Reise durch Deutsche Länder (Viagem culinária pelas regiões da Alemanha), foi publicada em 1996.

## Honrarias
- Prêmio Bambi, 1985 [7]
- Prêmio USO, da United Service Organizations, 1987 [7]
- Ordem do Mérito da Renânia-Palatinado, 1988 [7]
- Doutora Honoris Causa, Universidade de Greifswald, 1995 [7]
- Cavaleira Comandante da Ordem do Mérito da República Federal da Alemanha, 1999 [7]

## Publicações
- A Culinary Voyage Through Germany, ISBN 3-924678-87-1, Munique, Alemanha: Zabert Sandmann, 1996